# Daelim Motor Company
Daelim Motor Company – koreańska marka motocykli, powstała w 1962 roku. Jeden z największych producentów motocykli na świecie. Bazuje głównie na motocyklach typu cruiser, skuterach i pojazdach o niedużej pojemności silnika (do 125 cm3).

## Historia
Marka Daelim wywodzi się z konglomeratu Daelim Group, który jest właścicielem producenta motocykli – Daelim Motor Company. Firma zaczęła produkować motocykle, aby pomóc pracownikom z dojazdem do pracy. Aktualnie produkuje rocznie ponad 300 000 egzemplarzy jednośladów, które wysyłane są głównie na rynek niemiecki, do Izraela, Jemenu czy Sudanu.
W Korei Południowej motocykle Daelim to jedna z najpopularniejszych marek motocyklowych. Flotą takich pojazdów dysponuje między innymi koreańska policja. Daelim produkuje motocykle na bazie licencji Hondy.

## Modele
Daelim wypuścił łącznie ponad 9 typów skuterów, które posiadają silniki pojemności do 125 cm3. Poza tym, koreańska marka posiada też szeroką gamę motocykli (tzw. cruiserów i wersji turystycznych), z których dużą popularnością cieszą się te, oznaczone symbolami VT, VL i VC. Daelim w ofercie ma również dwie wersje ATV.
- Motocykle:
  - Roadsport
  - Roadwin
  - VL Daystar 125
  - VC Advance
  - VR
  - VT

- Skutery:
  - Steezer
  - History/forte
  - S2 125
  - S1 125
  - S-Five 50
  - A-Four 50
  - Cordi 50
  - NS 125 DLX
  - Citi Ace 110

- ATV/Quad
  - ET 250/300

## Daelim w Polsce
Aktualnie Daelim nie posiada oficjalnego przedstawiciela w Polsce. Najbliższe salony znajdują się w Niemczech. Społeczność fanów motocykli w Polsce organizuje natomiast regularne zloty miłośników Daelima, a miejscem wymiany informacji na temat marki jest oficjalne forum internetowe.